# シュナーベルホルツ・シュターディオン
シュナーベルホルツ・シュターディオン（Schnabelholz-Stadion）は、オーストリア・フォアアールベルク州アルタッハにあるサッカー専用スタジアム。SCラインドルフ・アルタッハがホームスタジアムとして使用している。

## 概要
1990年6月1日、スタジアムが建設された土地の名前から取られたシュナーベルホルツ・シュターディオン (Schnabelholz Stadion)という名前で開場し、地元のプロサッカークラブであるSCラインドルフ・アルタッハが開場以来一貫してホームスタジアムとして使用している。
2007年6月、スタジアムの命名権を売却し、クラブのメインスポンサーでもあったCashpoint社により、キャッシュポイント＝アレーナ (Cashpoint-Arena)と命名された。また、その売却によって得た資金を投じて、オーストリア・ブンデスリーガの定めるスタジアム規格に適合させるため、スタジアム西側に屋根付きの収容人数約3,000席のスタンドを新設。2015年7月にはピッチの下に熱伝導ヒーターを付設した。
2018年からは北側と南側のスタンドの改修に手を加え、スタジアム収容人数のおよそ半数にあたる4,100席は立ち見席ではあるものの、合計8,500人収容のスタジアムへと姿を変えた。

## 開催された主な試合
- 国際Aマッチ (女子)

| 日付          | ホームチーム | 結果 | アウェーチーム | 大会                       |
| ------------- | ------------ | ---- | -------------- | -------------------------- |
| 2020年12月1日 | オーストリア | 1-0  | セルビア       | UEFA欧州女子選手権2022予選 |

## ギャラリー

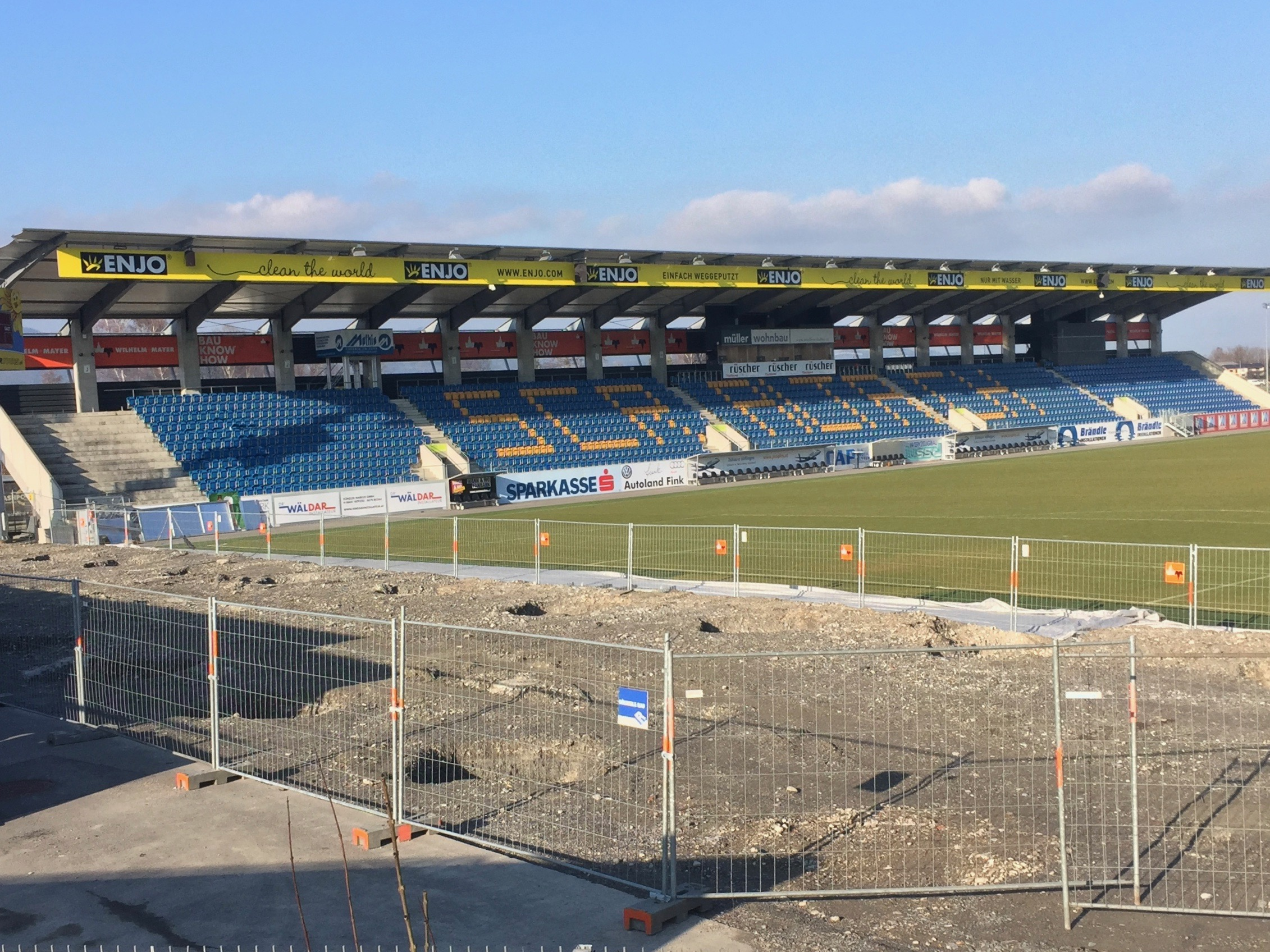
西スタンド (2018年)
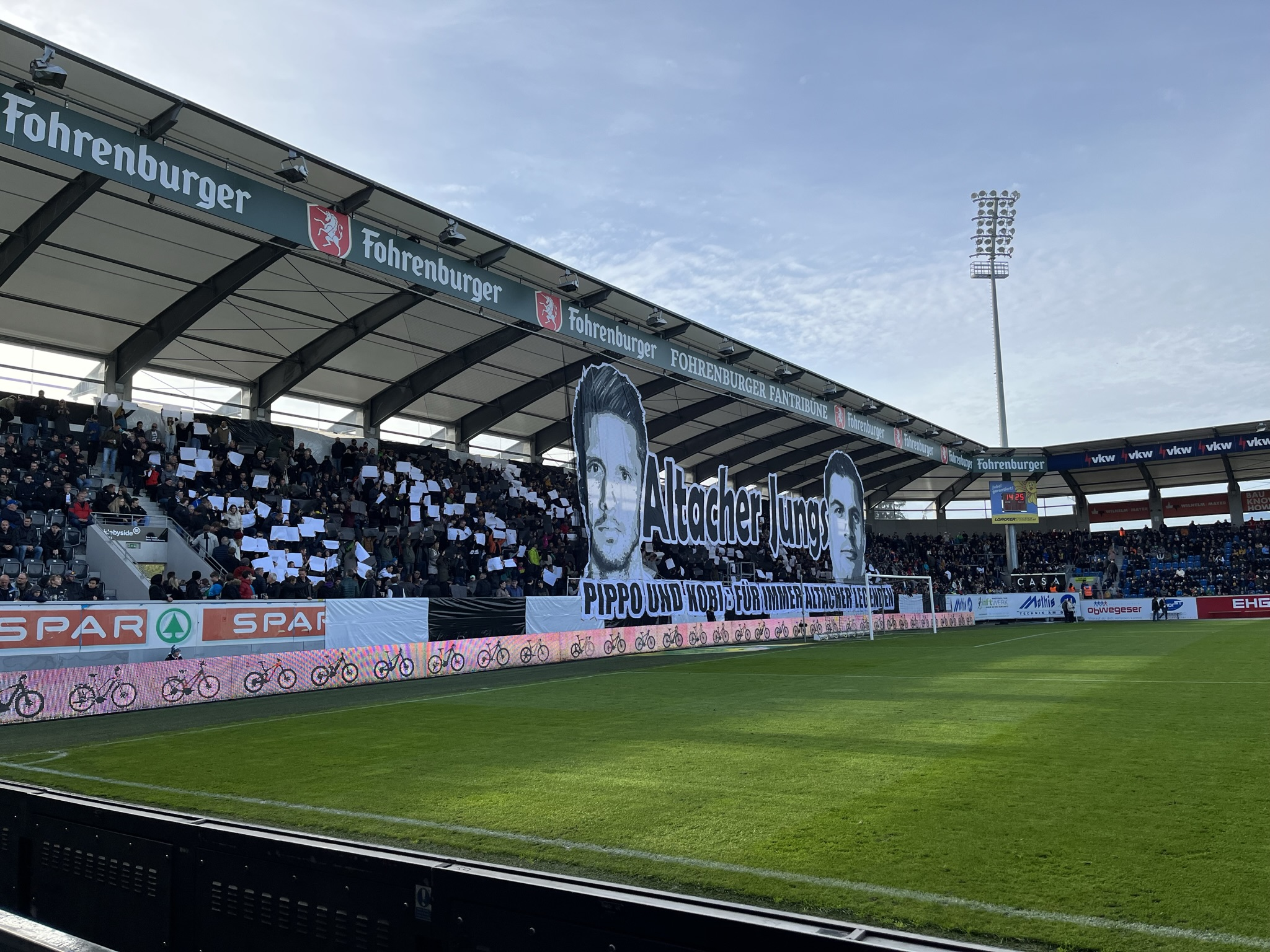
南スタンド (2022年)
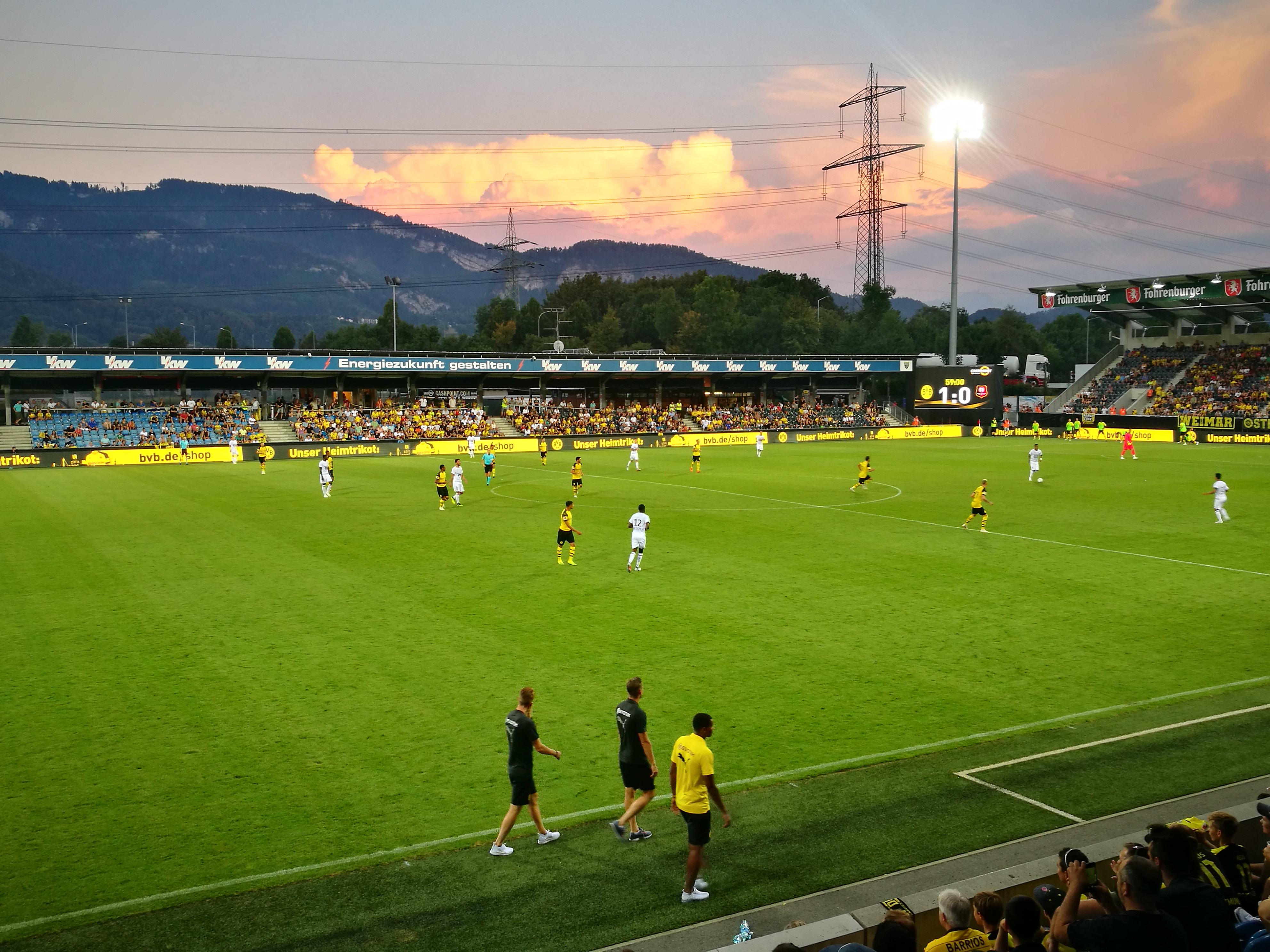
東スタンド (2020年)